# Taxodium distichum
Taxodium distichum é uma espécie de cipreste caducifólio da família das Taxodiaceae, conhecido pelo nome comum de cipreste-calvo ou cipreste-dos-pântanos, originária do sudeste dos Estados Unidos, onde ocorre em zonas pantanosas.

## Descrição

### Morfologia
Taxodium distichum é uma conífera caducifólia que pode atingir até 40 metros de altura, com copa piramidal, ramos horizontais, e folhas aciculares de 1,0 por 0,1 cm, caducas. O tronco desta espécie alarga-se na base, proporcionando estabilidade. Em solos inundados emite raízes aéreas modificadas, denominadas pneumatóforos, que buscam a superfície para serem oxigenadas.

### Habitat e distribuição natural
Esta árvore prefere lugares ensolarados e alagados, pântanos ou terras regularmente inundadas. É uma das poucas coníferas que pode viver permanentemente dentro de água, crescendo nas margens de grandes rios como o Mississippi. Nas terras mais secas, é acompanhado pelos carvalhos da espécie Quercus palustris.
O cipreste-calvo, que é a árvore emblema da Luisiana, é nativo da região sudeste dos Estados Unidos. É frequentemente considerado como o símbolo do pantanal do sul, ocorrendo na Carolina do Sul, Illinois, Mississippi, Flórida e Texas.
A espécie teve uma distribuição natural bem mais alargada,ocorrendo na Europa há 8 milhões de anos, conforme indicado pela descoberta em julho de 2007, perto de Bükkábrány, no departamento de Borsod-Abaúj-Zemplén da Hungria, de um grupo de árvores do Mioceno cuja madeira não foi fossilizada e foi preservada numa mina de lignite.

### Usos
Foi introduzido na Europa em 1640. A espécie é cultivada em diversas regiões, nomeadamente na região do delta do Paraná, sobre o margem de riachos, como protecção contra a erosão hídrica. Produz boa madeira, de textura fina e homogénea, grão direito e veios suaves, com peso específico de 0,510 kg/dm³. A madeira é branda, leve, fácil de trabalhar, sendo usada para construção de casas, vigas e tirantes.

## Sistemática
A espécie Taxodium distichum foi descrita por Lineu e colocada no actual género por Louis Claude Richard, que publicou o binome nos Annales du Muséum National d'Histoire Naturelle 16: 298. 1810.
A etimologia do nome genérico Taxodium deriva do termo neolatino taxoideum, "similar ao teixo", enquanto o epíteto específico distichum é o termo latino que significa "dístico" ("em duas filas"), uma referência à filotaxia característica destas plantas, com folhas situadas num plano, em posições opostas em relação aos lados do eixo do ramo.
A espécie apresenta uma rica sinonímia taxonómica:
- Cuprespinnata disticha (L.) J.Nelson
- Cupressepinnata disticha  (L.) J.Nelson
- Cupressus americana  Catesby ex Endl.
- Cupressus disticha  L.
- Cupressus laeta  Salisb.
- Cupressus montezumae  Humb. & Bonpl. ex Parl.
- Glyptostrobus columnaris  Carrière
- Schubertia disticha (L.) Mirb.
- Taxodium ascendens var. nutans (Aiton) Rehder
- Taxodium ascendens f. nutans (Aiton) Rehder
- Taxodium denudatum  Carrière
- Taxodium knightii  K.Koch
- Taxodium pyramidatum  Beissn.
- Taxodium sinense  Nois. ex Gordon

A espécie é conhecida por diversos nomes comuns, entre os quais, cipreste-dos-pântanos, cipreste-calvo, ahoehuetl (México), ahuehuete e sabino-de-oaxaca.

## Galeria

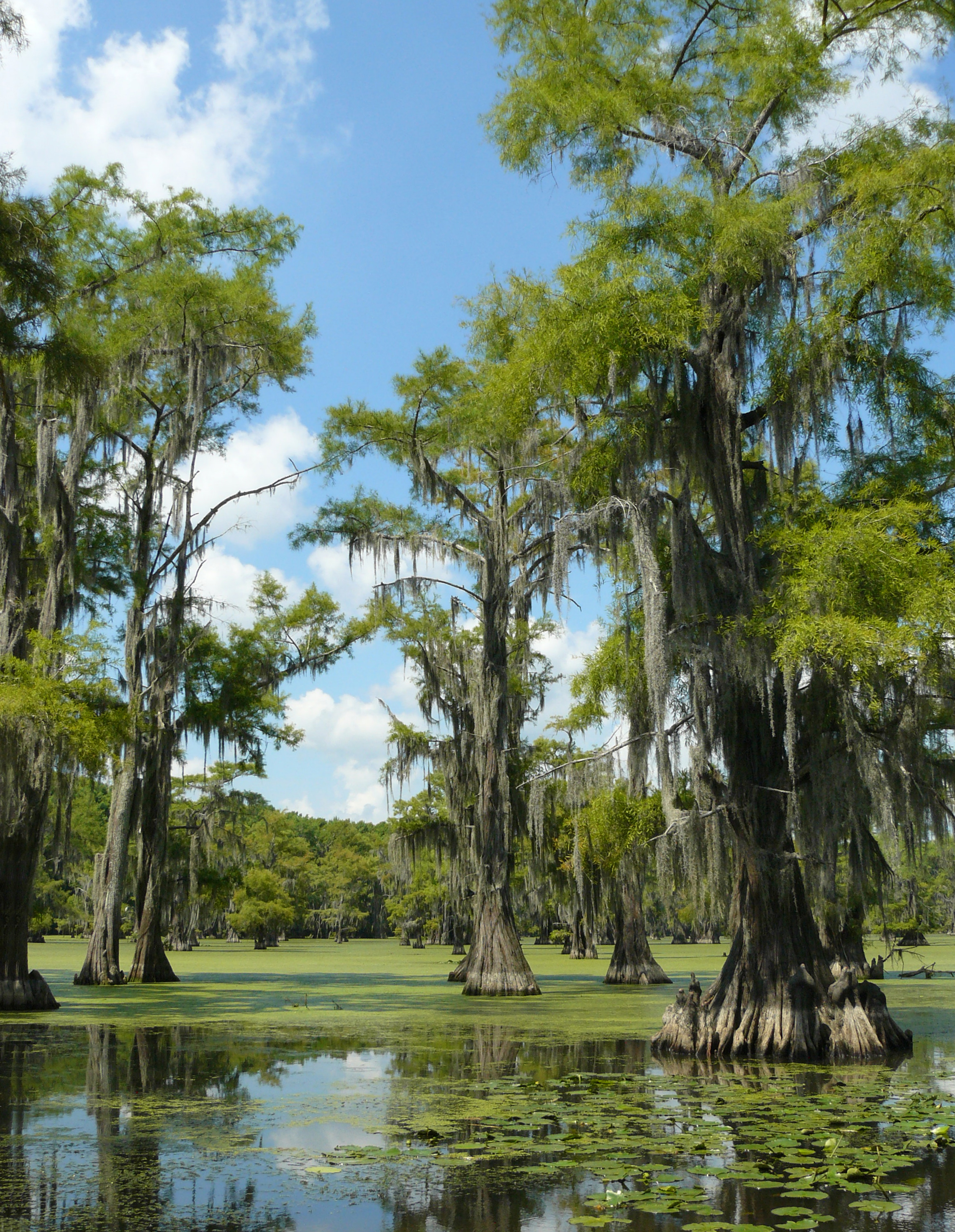
Habitat típico
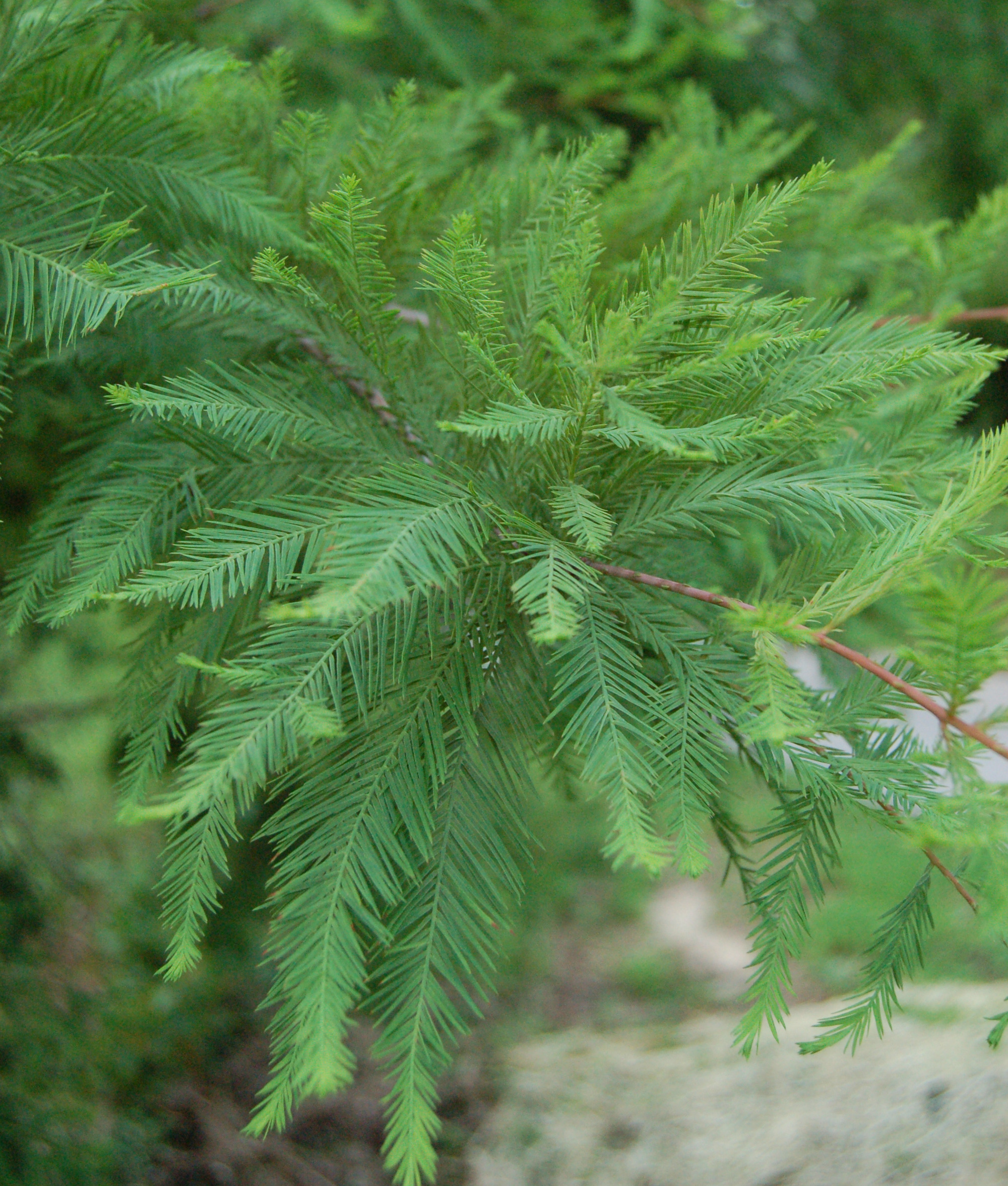
Folhas
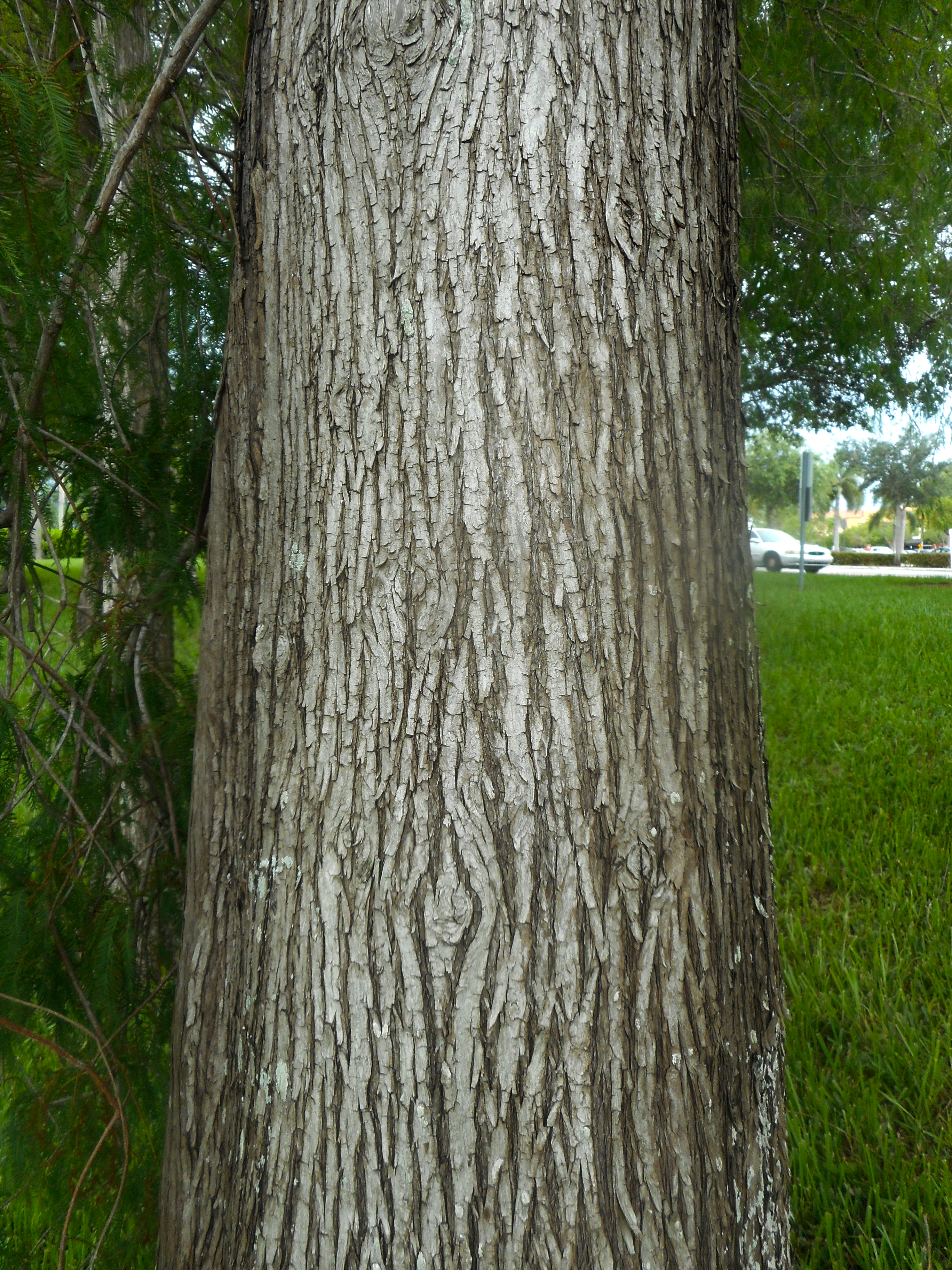
Tronco
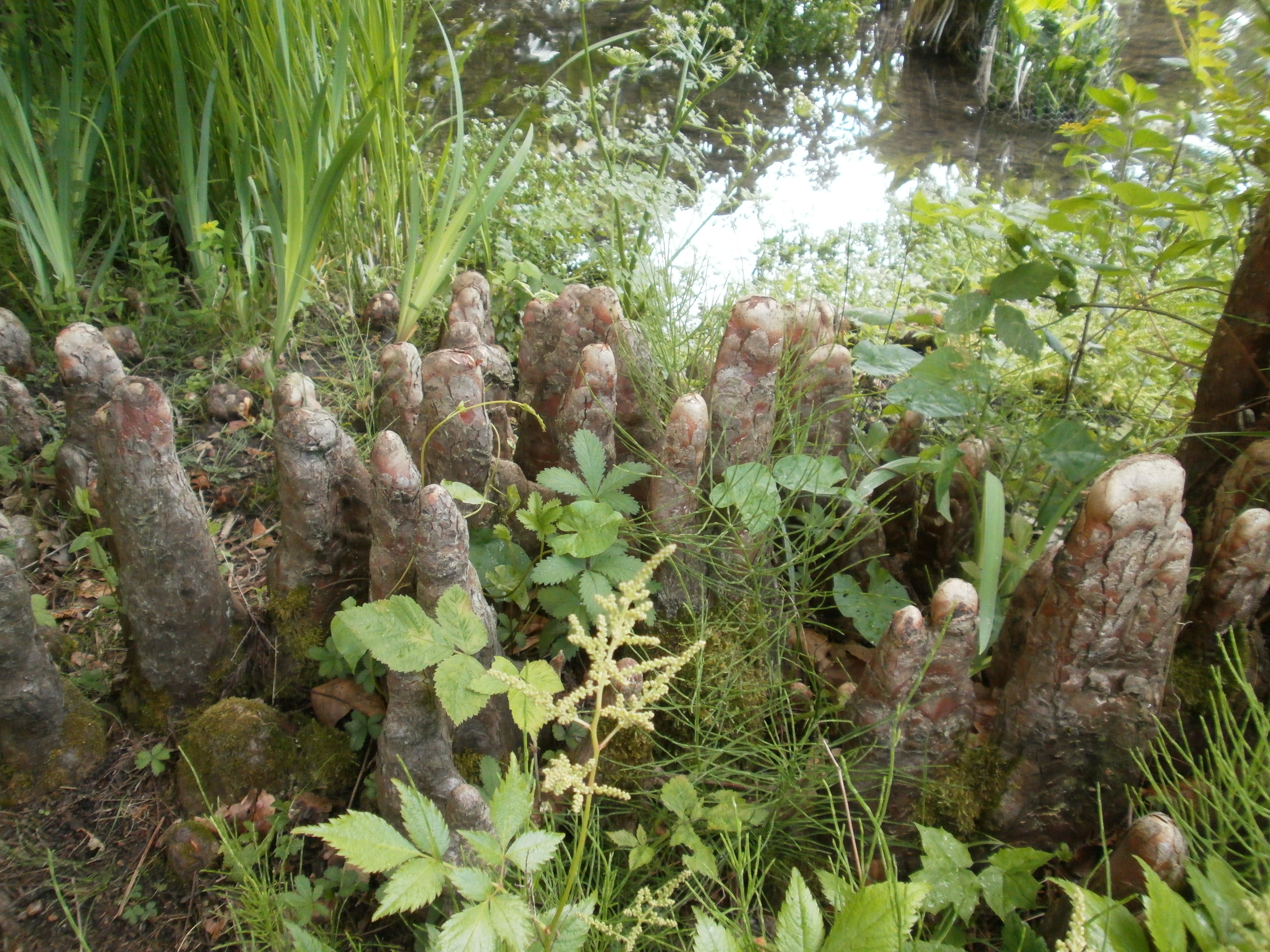
Detalhe dos pneumatóforos de Taxodium distichum em terreno inundado.
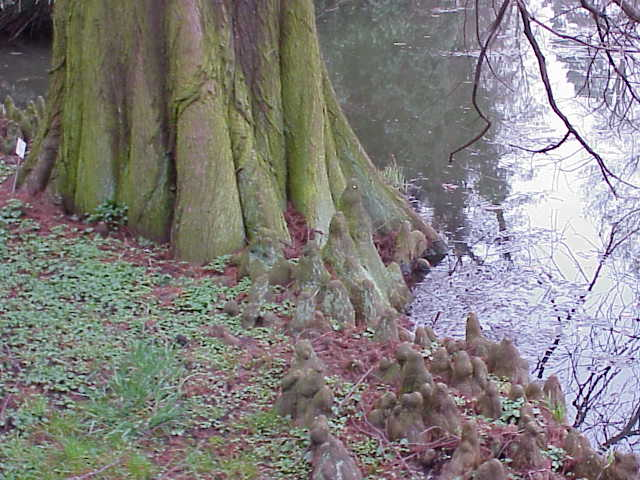
Taxodium distichum var. distichum, com pneumatóforos.
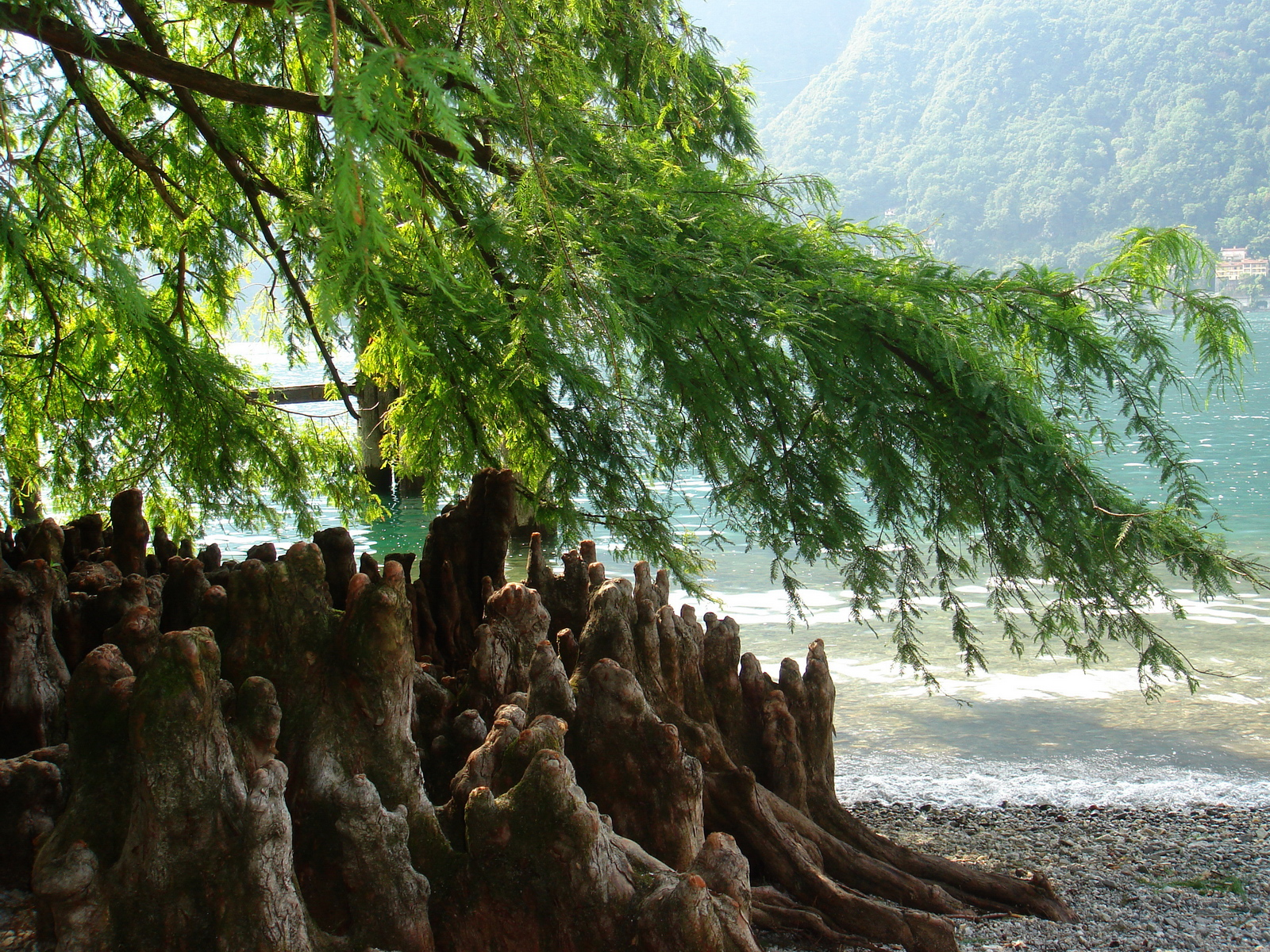
Taxodium distichum var. distichum com (pneumatóforos).
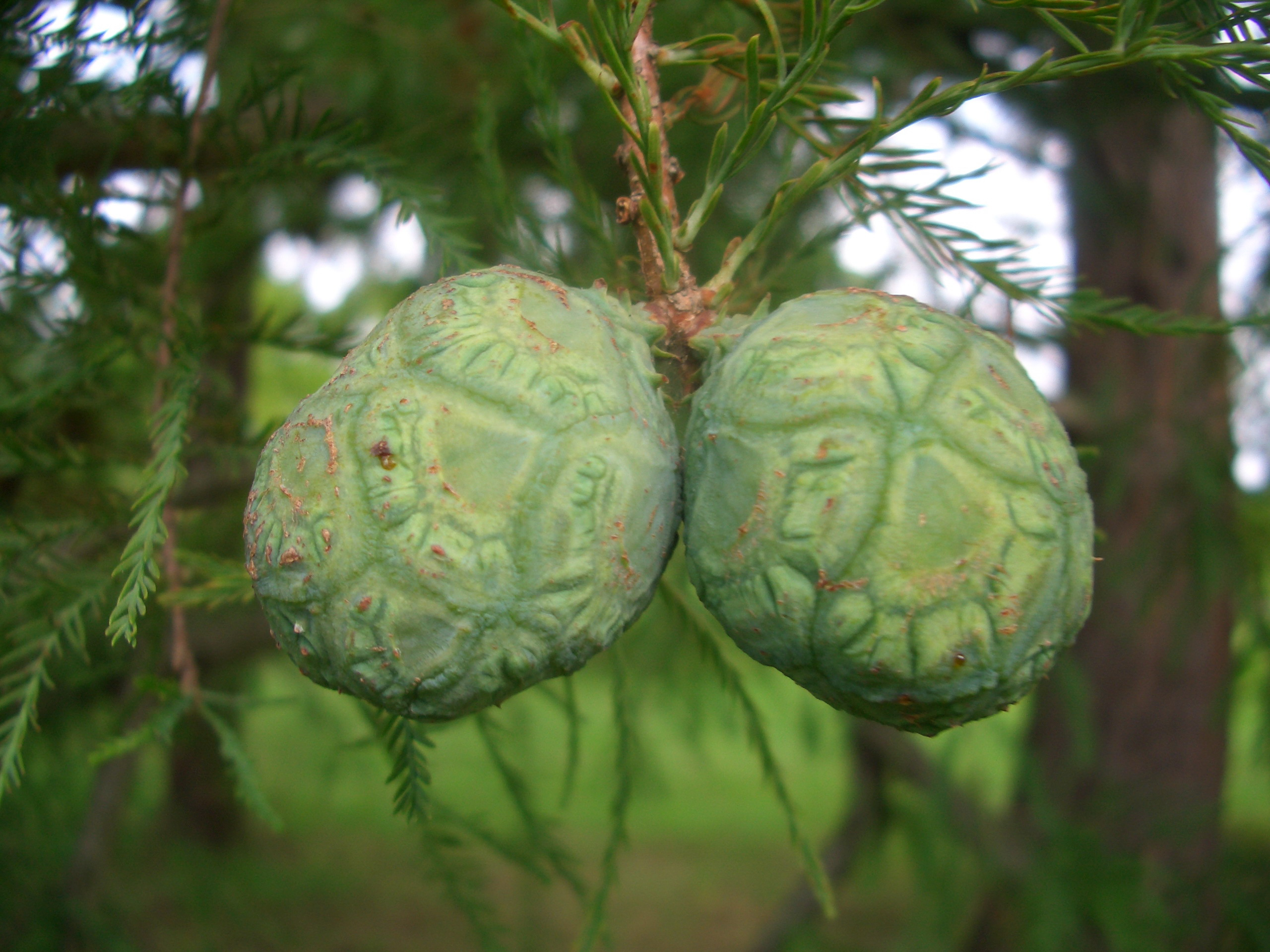
Cone imatura no Botanischer Garten Berlin.
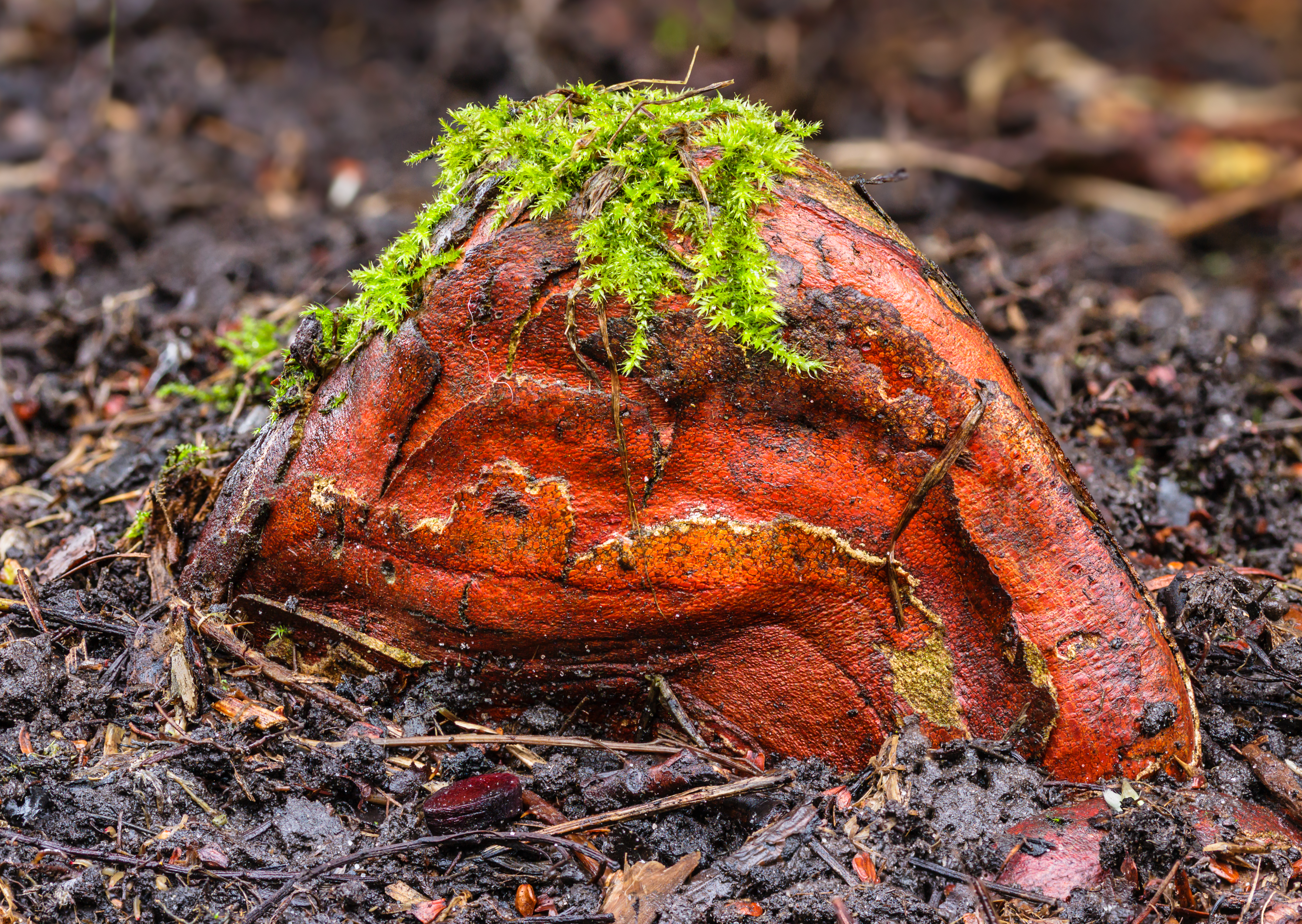
Raiz de hálito jovem.